# Superei
Een superei is het omwentelingslichaam van een superellips met exponent groter dan 2 rond zijn lange as. Soms wordt de benaming superei ook specifiek gebruikt voor één welbepaald geval, namelijk het superei van de Deense wetenschapper Piet Hein (zie verder bij Speciale gevallen).

## Vergelijkingen

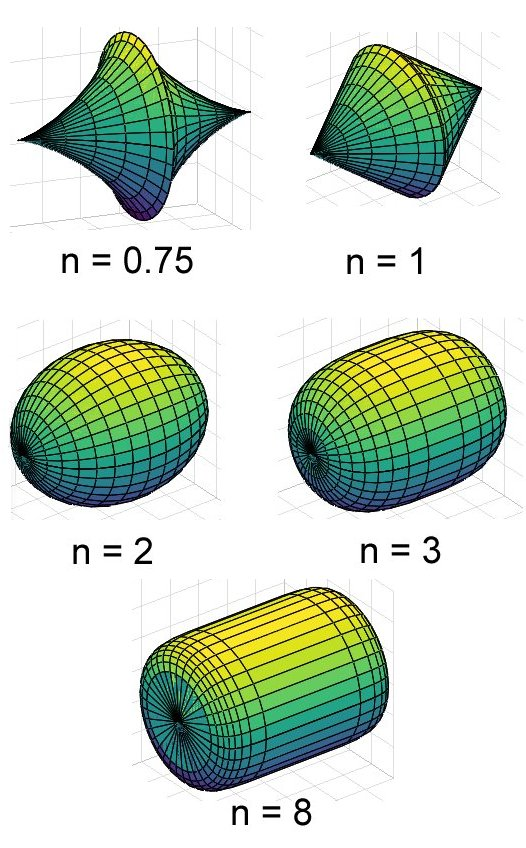
Vijf versies van het superei voor verschillende waarden van de parameter n. Het geval n = 2 komt overeen met een omwentelingsellips. Naarmate n stijgt, benadert de vorm meer en meer die van een cilinder.

De cartesiaanse vergelijking van een superellips met exponent {\displaystyle n} is:
{\displaystyle \left|{\frac {x}{a}}\right|^{n}\!+\left|{\frac {y}{b}}\right|^{n}\!=1}
Hierbij spelen {\displaystyle a} en {\displaystyle b} dezelfde rol als de halve lange as en de halve korte as van een gewone ellips en is {\displaystyle a\geq b}.
Een mogelijke parametervergelijking waarbij {\displaystyle t\in [0,2\pi ]} is:
{\displaystyle x(t)=a\cdot |\cos(t)|^{2/n}\cdot \operatorname {sgn}(\cos(t))}
{\displaystyle y(t)=b\cdot |\sin(t)|^{2/n}\cdot \operatorname {sgn}(\sin(t))}
waarbij {\displaystyle \operatorname {sgn} } de signumfunctie is. Het gebruik van de signumfunctie in combinatie met de absolute waarden is nodig, omdat de exponent {\displaystyle n} elke reële positieve waarde kan aannemen. Indien de cosinus of de sinus zelf negatief zijn, wat gezien het bereik van de parameter {\displaystyle t} kan, zou dan een reële macht van een negatief getal moeten berekend worden, wat onmogelijk is.
In het bijzonder wordt de top {\displaystyle (a,0)} bereikt bij {\displaystyle t=0} en de top {\displaystyle (-a,0)} bij {\displaystyle t=\pi }.
Bij deze vergelijkingen ligt de superellips horizontaal. De lange as is dus gelegen op de x-as, de korte as met de punten {\displaystyle (0,b)} en {\displaystyle (0,-b)} op de y-as.
Voor het omwentelingsoppervlak dat ontstaat bij wenteling rond de lange as (hier de x-as), geldt als cartesiaanse vergelijking:
{\displaystyle \left|{\frac {x}{a}}\right|^{n}\!+\left|{\frac {\sqrt {y^{2}+z^{2}}}{b}}\right|^{n}=1}
en in parametervorm:
{\displaystyle x(t)\ =\ a\cdot |\cos(t)|^{2/n}\cdot \operatorname {sgn}(\cos(t))}
{\displaystyle y(t)\ =\ b\cdot |\sin(t)|^{2/n}\cdot \operatorname {sgn}(\sin(t))\cdot \cos(s)}
{\displaystyle z(t)\ =\ b\cdot |\sin(t)|^{2/n}\cdot \operatorname {sgn}(\sin(t))\cdot \sin(s)}
Met de parameter {\displaystyle t\in [0,2\pi ]} wordt de superellips beschreven, de parameter {\displaystyle s\in [0,2\pi ]} beschrijft de cirkels op het omwentelingsoppervlak. De omwenteling gebeurt hier dus via cirkels. Indien dit gebeurt via superellipsen, ontstaat een lichaam met twee exponenten, een voor de gewentelde superellips en een voor de superellips waarlangs gewenteld wordt. Zo'n lichaam heet een superellipsoïde.

## Symmetrieën
Door de aanwezigheid van de absolute waarde van de variabele {\displaystyle x} en de kwadraten bij {\displaystyle y} en {\displaystyle z} is de cartesiaanse vergelijking even in elk van de drie variabelen. Dus is de figuur invariant als {\displaystyle x} door {\displaystyle -x}, {\displaystyle y} door {\displaystyle -y} of {\displaystyle z} door {\displaystyle -z} vervangen wordt. De figuur is daardoor symmetrisch in:
- elke coördinaatsas: x-as, y-as, z-as;
- elk coördinaatsvlak: xy-vlak, xz-vlak, yz-vlak;
- de oorsprong: het punt (0,0,0);
- elk vlak dat de x-as bevat: {\displaystyle A\cdot y+B\cdot z=0} met {\displaystyle A} en {\displaystyle B} niet tegelijk nul. Deze symmetrie is een gevolg van het feit dat een superei een omwentelingslichaam rond de x-as is.

## De kromming in een top
De gaussiaanse kromming van een superellips met {\displaystyle n>2}  is nul in zijn toppen. Dat heeft tot gevolg dat het omwentelingslichaam op die plaatsen voldoende vlak is om het superei rechtop te laten staan zonder dat het omvalt. Dit kan als volgt aangetoond worden.
De gaussiaanse kromming in een punt van een oppervlak is het product van de hoofdkrommingen in dat punt. De hoofdkrommingen zijn de maximale en minimale waarden van de krommingen van alle mogelijke vlakke krommen die ontstaan door het oppervlak te snijden met een vlak dat door het gegeven punt gaat en dat de normaalvector in dat punt bevat. Omdat de top waarin we hier de gaussiaanse kromming willen bepalen op de rotatieas van het omwentelingslichaam ligt, hebben alle mogelijke vlakke krommen exact dezelfde vorm, namelijk de vorm van de superellips waaruit het superei ontstaat. Het volstaat dus de kromming van de superellips te bepalen in zijn top op de rotatieas. Gezien alle mogelijke krommingen er gelijk zijn, zijn ook het maximum en het minimum daaraan gelijk. We tonen nu aan dat die kromming van de superellips daar nul is. Bijgevolg is ook de gaussiaanse kromming aan het superei gelijk aan nul.   
Wegens de symmetrie in zowel de x-as als de y-as kan men zich voor deze afleiding beperken tot het eerste kwadrant en bijgevolg de factoren met de signumfunctie weglaten.
De parametervergelijkingen van de superellips met exponent {\displaystyle n} zijn dan:
{\displaystyle x(t)\ =\ a\cdot \cos ^{p}(t)}
{\displaystyle y(t)\ =\ b\cdot \sin ^{p}(t)}
waarbij {\displaystyle p\ =\ 2/n}.
Uit de relatie tussen {\displaystyle p} en {\displaystyle n} volgt dat, indien {\displaystyle n>2} is, dan {\displaystyle p<1} moet zijn.
De eerste en tweede afgeleiden van deze uitdrukkingen zijn:
- {\displaystyle x'(t)\ =\ -a\cdot p\cdot \cos ^{p-1}(t)\cdot \sin(t)}

{\displaystyle y'(t)\ =\ b\cdot p\cdot \sin ^{p-1}(t)\cdot \cos(t)}
- {\displaystyle x''(t)\ =\ a\cdot p\cdot (p-1)\cdot \cos ^{p-2}(t)\cdot \sin ^{2}(t)-a\cdot p\cdot \cos ^{p}(t)}

{\displaystyle y''(t)\ =\ b\cdot p\cdot (p-1)\cdot \sin ^{p-2}(t)\cdot \cos ^{2}(t)-b\cdot p\cdot \sin ^{p}(t)}
De kromming {\displaystyle \kappa } van een parameterfunctie is gegeven door:
{\displaystyle \kappa \ =\ {\frac {x'\cdot y''-y'\cdot x''}{\left((x')^{2}+(y')^{2}\right)^{3/2}}}}
Met de berekende afgeleiden wordt de teller {\displaystyle T} van deze uitdrukking, na vereenvoudiging:
{\displaystyle T\ =\ a\cdot b\cdot p^{2}\cdot (p-1)\cdot \cos ^{p-1}(t)\cdot \sin ^{p-1}(t)}
De noemer {\displaystyle N} kan, na vereenvoudiging, geschreven worden als:
{\displaystyle N\ =\ p^{3}\cdot {\frac {\left(a^{2}\cdot \sin ^{4-2p}(t)+b^{2}\cdot \cos ^{4-2p}(t)\right)^{3/2}}{\cos ^{3-3p}(t)\cdot \sin ^{3-3p}(t)}}}
De kromming is dus:
{\displaystyle \kappa \ =\ {\frac {T}{N}}\ =\ {\frac {a\cdot b\cdot (2-p)}{p}}\cdot {\frac {\cos ^{2-2p}(t)\cdot \sin ^{2-2p}(t)}{\left(a^{2}\cdot \sin ^{4-2p}(t)+b^{2}\cdot \cos ^{4-2p}(t)\right)^{3/2}}}}
De parameterwaarde {\displaystyle t} in de top {\displaystyle (a,0)} is gelijk aan nul. Indien deze waarde wordt ingevuld in deze uitdrukking voor de kromming, vindt men nul. De sinusterm in de teller wordt dan nul omdat {\displaystyle p<1}, en bijgevolg is {\displaystyle 2-2p>0}. 
En dan is ook de gaussiaanse kromming in de top van het superei nul. Met andere woorden: een superei kan stabiel rechtop blijven staan in dat punt.

## Speciale gevallen

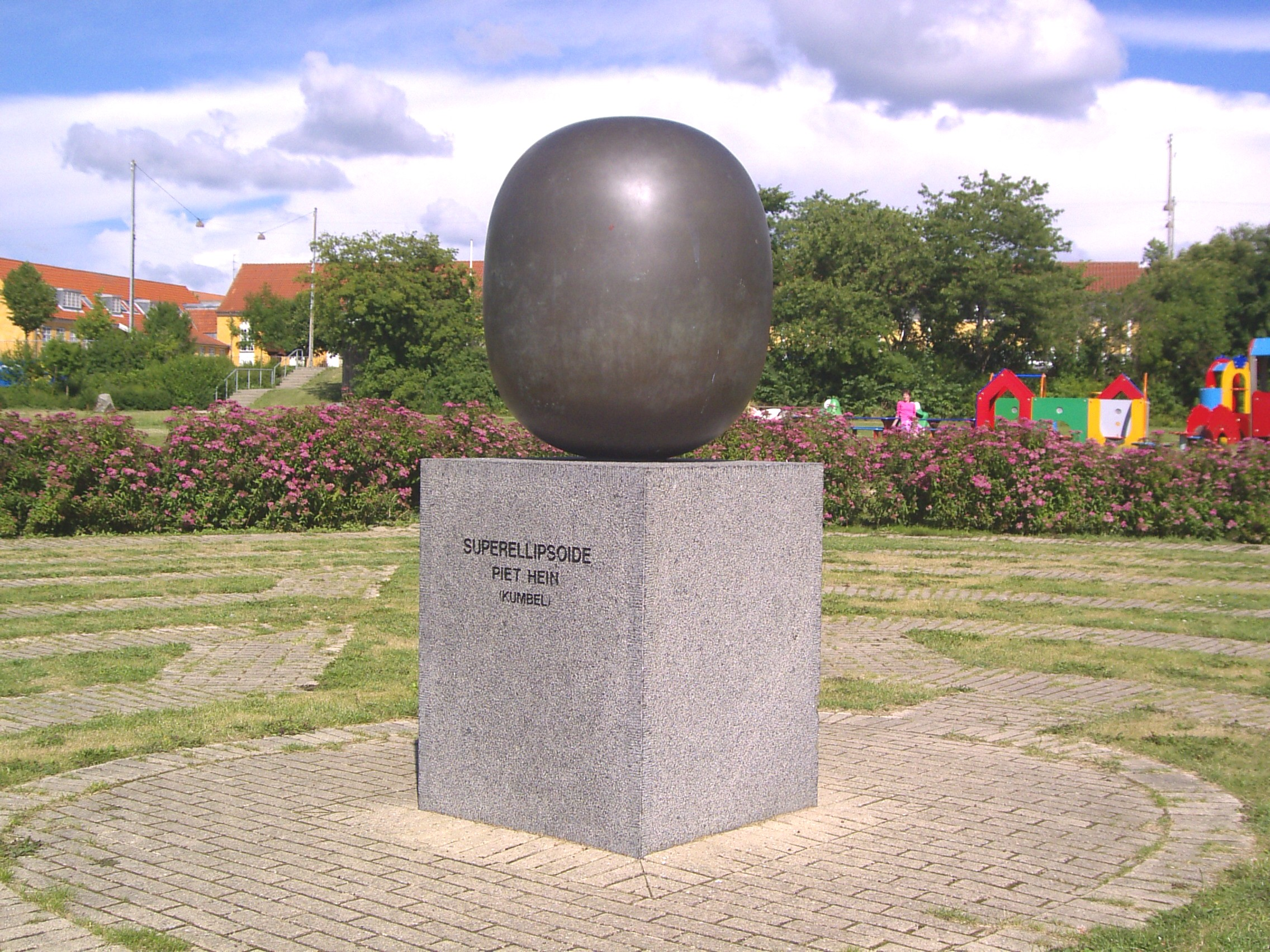
Het superei van Piet Hein in de Deense plaats Farum

Van de meeste gevallen die hier vermeld worden, zijn voorbeelden in de figuur bovenaan te vinden.
- {\displaystyle 0<n<1} : voor deze waarden is het superei concaaf.
- {\displaystyle n=1} : twee congruente kegels die met hun grondvlakken tegen elkaar geplaatst zijn.
- {\displaystyle n\geq 1} : voor deze waarden is het superei convex.
- {\displaystyle n=2} : een zuivere omwentelingsellips.
- {\displaystyle n=2{,}5} : samen met {\displaystyle {\tfrac {b}{a}}={\tfrac {3}{4}}} is het resultaat het superei van Piet Hein. Gezien {\displaystyle n>2} kan dit superei stabiel rechtop staan. In de Deense gemeente Skjern staat ook een superei, vier meter hoog, op een verkeersrotonde.[1]
- {\displaystyle n\rightarrow \infty } : met deze limiet wordt een cilinder verkregen.